# گاو کروی

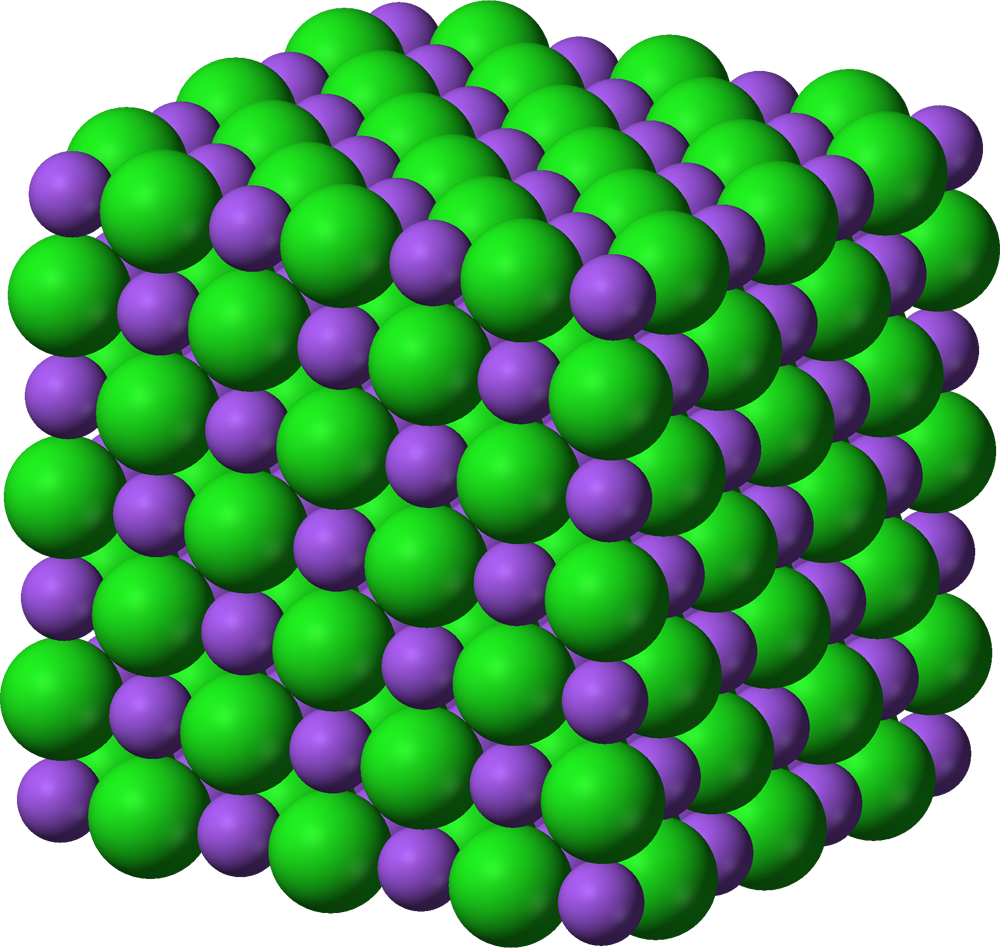
یک مدل گاو کروی از ساختار بلوری اتم‌ها در سدیم کلرید

گاو کروی استعاره ای در مورد مدل‌های بسیار ساده‌شده در فیزیک نظری از پدیده‌های پیچیدهٔ جهان واقعی است.
این عبارت از یک داستان طنز در مورد فیزیک‌پیشه‌های نظری گرفته‌شده است:
تولید شیر در یک مزرعه پایین آمده بود، از این رو، صاحب مزرعه نامه‌ای به دانشگاه محلی نوشت و از اهالی دانشگاه درخواست کمک نمود. گروهی از اساتید به سرپرستی یک استاد فیزیک نظری بررسی را شروع کردند و تحقیقات گسترده و دقیقی را به مدت دو هفته در مزرعه انجام دادند. پس از پایان تحقیقات، همهٔ گزارش‌ها را برای تحلیل نهایی و ارائهٔ نتیجه به رهبر گروه ارائه کردند. چندی بعد، استاد فیزیک به مزرعه رفت و به کشاورز گفت: من پاسخ را یافته‌ام، اما این پاسخ تنها برای گاوهای کروی در خلأ صادق است.
گونه‌های دیگری نیز از این ماجرا گفته شده‌است، مثلاً برای یک اسب کروی، که یک فیزیک‌دان نظری گفته بود که می‌تواند نتیجه مسابقهٔ اسب‌دوانی را تا چند رقم اعشار به درستی تعیین کند، با فرض اینکه اسب‌ها، اسب‌های کروی و کاملاً کشسان و در حال حرکت در خلأ باشند.
منظور این استعاره آن است که فیزیک‌دان‌ها معمولأ مسائل را به ساده‌ترین صورت ممکن درمی‌آورند تا حل ریاضی آن امکان‌پذیر شود، تا جایی که این ساده‌سازی، به قابلیت به‌کارگیری نظریه در مسائل واقعی لطمه می‌زند.
این نام (spherical cow) به عنوان نام نسخهٔ ۱۸فدورا نیز انتخاب شده بود.